# Megamysl
Megamysl je animovaný film ze studia DreamWorks Animation z roku 2010. Snímek byl produkován jako reakce na masivní úspěch komiksových filmu o superhrdinech (zejména z dílny Marvel Comics). I přes původní parodický účel se film dočkal velkého úspěchu.

## Děj
Megamysl je jako malé dítě poslán na Zem, kde přistane na zemi uprostřed vězeňského dvora. Ve vězení ho vězni učí základy života. Jednoho dne ho za dobré chování pošlou do školy, kde se setká se svým rivalem - Metromanem. Metroman má supersílu, laser z očí a umí létat. Megamysl se v dospělosti baví únosy Metromanovy přítelkyně Roxanne Ritchieové s cílem ho konečně jednou porazit, není však úspěšný. Jednoho dne se mu to však podaří a ovládne celé město. Zanedlouho zjistí, že když už nemůže soupeřit s Metromanem, nemá dál pro co žít. Roxan ho přivede k nápadu stvořit nového superhrdinu, který by páchal dobro, a se kterým by mohl Megamysl soupeřit. Jeho plán se ale zvrtne a možnosti Metromana dostane Roxanin kamarád Hal. I přesto, že se evidentně nejedná o člověka, který by byl těchto možností hoden, se Megamysl rozhodne, že ho bude zaučovat a udělá z něj nového hrdinu, kterého pojmenuje Titán. Titána ale nebaví páchat dobro. Zároveň ho odmítne Roxen a v rozčilení začne krást. Megamysl ho vyprovokuje k boji ale prohraje. Titán se ale nezachová jako superhrdina, ale pokusí se Megamysla zabít. Ten se zatím stihne schovat a Titán začne terorizovat město. Megamysl s Titánem svede finální souboj a ten vyhraje. Poté z Titána pomocí techniky vyčerpá jeho schopnosti a Hal je zase normální člověk. Je ihned zatčen a Megamysl přestane být padouchem, ale začne chránit město a stane se tak superhrdinou.

## Sequel
V roce 2011 uvedl prezident DreamWorks Animation, že sequel k filmu Megamysl neplánují, protože se jedná o animovanou parodii na momentálně úspěšně superhrdinské filmy.

## Obsazení
| Brad Pitt    | Metroman       |
| Will Ferrell | Megamysl       |
| Jonah Hill   | Hal / Titán    |
| Tina Fey     | Roxanne Ritchi |
| David Cross  | Poskok         |

## Dabing
| Petr Rychlý                | Megamysl             |
| Lukáš Hlavica              | Metroman             |
| Lucie Vondráčková          | Roxana Ritchi        |
| Otakar Brousek ml.         | Poskok               |
| Michal Holán               | Hal / Titan          |
| David Prachař              | Bernard              |
| Tomáš Borůvka              | ředitel věznice      |
| Martin Zahálka             | lord Sčoty, reportér |
| Marek Libert               | Modrý otec           |
| Jitka Moučková             | Modrá matka          |
| Petra Hanžlíková-Tišnovská | lady Ščotová         |
| Jiří Hromada               | Starosta             |

Další hlasy: Jolana Smyčková, Radek Hoppe, Aneta Talpová, David Kotouček & Jindřich Žampa